# Uncial 079
Uncial 079 (numeração de Gregory-Aland), ε 16 (von Soden), é um manuscrito uncial grego do Novo Testamento. A paleografia data o codex para o século 6.

## Descoberta
Codex contém o texto dos Evangelho segundo Lucas (7,39-49; 24,10-19) em 2 folhas de pergaminho, com lacunas. O texto está escrito com duas colunas por página, contendo 22 linhas cada. Ele é um palimpsesto, o texto superior está escrito na língua georgiana.
O texto grego desse códice é um representante do Texto-tipo misto. Aland colocou-o na Categoria III.
Actualmente acha-se no Biblioteca Nacional Russa (Suppl. Gr. 13, fol. 8-10) in São Petersburgo.